# Sincs
Els sincs (en llatí: sinchi) eren una tribu que pertanyia al poble sàrmata dels tauri. Són esmentats per Ammià Marcel·lí.